# Laake (Amt Neuhaus)
Laake (niederdeutsch Laak) ist ein Dorf im Ortsteil Tripkau der Gemeinde Amt Neuhaus in Niedersachsen.

## Geographie
Der Ort liegt zwei Kilometer östlich von Hitzacker am gegenüberliegenden Ufer der Elbe im Biosphärenreservat Niedersächsische Elbtalaue.

## Geschichte
Für das Jahr 1848 wird angegeben, dass Laake elf Wohngebäude hatte, in denen 125 Einwohner lebten. Zu der Zeit war der Ort nach Tripkau eingepfarrt, die Schule befand sich im Ort. Am 1. Dezember 1910 hatte Laake im Kreis Bleckede 86 Einwohner. Im Rahmen der Gebietsänderungen in Mecklenburg wurde Laake am 1. Juli 1950 nach Tripkau eingemeindet. Nach der deutschen Wiedervereinigung wechselte der Ort am 30. Juni 1993 aus Mecklenburg-Vorpommern nach Niedersachsen in den Landkreis Lüneburg. Am 1. Oktober 1993 wurde Tripkau mit Laake in die Gemeinde Amt Neuhaus eingemeindet.